# تپه طلایی
تپه طلایی مربوط به دوران‌های تاریخی پس از اسلام است و در شهرستان نیشابور، بخش سرولایت، روستای زرنده واقع شده و این اثر در تاریخ ۲۷ بهمن ۱۳۸۲ با شمارهٔ ثبت ۱۰۹۱۱ به‌عنوان یکی از آثار ملی ایران به ثبت رسیده است.